# Перістера
Перісте́ра (грец. Περιστέρα, що означає голубка) — острів у західній частині Егейського моря, відноситься до островів Північні Споради. Територіально належить до муніципалітету Алонісос (розташований на схід від однойменного більшого острова) ному Магнісія периферії Фессалія.
Острів також відомий під назвами Аспро (Άσπρο) та Ксеро (Ξερό; місцева назва, означає сухий), у давнину називався Евдемія.
Населення у 1991 році нараховувало 3 особи, станом на 2011 зросло до 30 мешканців.
Перістера є частиною парку Алонісос-Північні Споради — найбільшого в Європі національного морського парку.